# Академско позориште
Академско позориште је после Народног позоришта најстарије позориште у Београду, пето у Србији и најстарије студентско позориште у Европи. Основала га је група студената Београдског универзитета у кафани хотела „Москва" 15. септембра 1922. године. Потписници оснивачког акта су Божидар Ковачевић и први управник позоришта Александар Јанковић. Предвођено Матом Милошевићем, Миланом Дединцем, Бранимиром Ћосићем....од свог настанка било је авангардно и окренуто новим писцима и модернијем театарском изразу.
На предлог Министарства просвете, а од стране Краља Александра I Карађорђевића, Академско позориште 1932. добија орден Светог Саве IV степена. По завршетку Другог светског рата, позориште делује у оквиру АКУД „Бранко Крсмановић" када Соја Јовановић наставља са радом који није прекидан ни за време окупације.
Успон Академског позоришта везан је за редитеља Мирослава Беловића, који као дугогодишњи уметнички руководилац, писац и редитељ делује готово две деценије. У то време веома успешно су деловали млади писци: Александар Обреновић, Јован Ћирилов, Боро Драшковић, а са њима и редитељи: Огњенка Милићевић, Стево Жигон, Бода Марковић, Душан Макавејев, Раша Попов као и многи други.
Све до краја шездесетих година 20. века професори и студенти Факултета драмских уметности били су креатори и носиоци репертоара, међу њима су: Предраг Лаковић, Воја Мирић, Мирослав Јокић, Надежда Вукићевић, Стеван Туркеља, Драган Николић, Љубиша Ристић, Боро Стјепановић, Мирослав Павићевић...
Потом долази време које су обележили: Синиша Кукић, Велимир Митровић, Бора Ненић, Владимир Лазић, Оливер Викторовић, Зоран Бабић, Обрад Радуловић, Примож Беблер, Горан Цветковић, Владимир Цвејић...
Своје прве глумачке кораке на сцени Академског позоришта направили су: Раде и Оливера Марковић, Данило Бата Стојковић, Рада Ђуричин, Иван Бекјарев, Беким Фехмију, Бранка Петрић, Ружица Сокић, Петар Краљ, Љубомир Драшкић као и многи други познати глумци. Позориште ради и данас.